# Diplocephaloides
Diplocephaloides is een geslacht van spinnen uit de familie hangmatspinnen (Linyphiidae).

## Soorten
De volgende soorten zijn bij het geslacht ingedeeld:
- Diplocephaloides saganus (Bösenberg & Strand, 1906)
- Diplocephaloides uncatus Song & Li, 2010